# Dřínová hora
Dřínová hora je přírodní rezervace u Kramolína v okrese Třebíč v Kraji Vysočina. Tvoří ji komplex teplomilných lesních společenstev na strmých svazích nad vodní nádrží Dalešice. Významná je výskytem hmyzu vázaného na mrtvou a odumírající dřevní hmotu.

## Historie
Krajina v okolí Dřínové hory lidmi využívána od pravěku. Na ostrožně v údolí Jihlavy vzniklo koncem neolitu hradiště, jehož pozůstatky zanikly až napuštěním vodní nádrže Dalešice. Prostor hradiště byl osídlen do raného středověku. Krajina tak byla ovlivňována pastvou dobytka, kácením lesa, sběrem steliva a drobnými políčky na okraji lesa. V lesích se do roku 1838 hospodařilo toulavou sečí.
Chráněné území vyhlásil Krajský úřad Kraje Vysočina v kategorii přírodní rezervace s účinností od 17. června 2025.

## Přírodní poměry
Přírodní rezervace s rozlohou 15,64 hektaru leží v katastrálním území Kramolín v Jevišovické pahorkatině v nadmořské výšce 380–426 metrů.

### Abiotické poměry
Geologické podloží tvoří moldanubické metamorfované horniny, z nichž převládají granulity. V geomorfologickém členění Česka se Dřínová hora nachází v Jevišovické pahorkatině, konkrétně v jejím podcelku Znojemská pahorkatina a okrsku Hartvíkovická vrchovina. Rezervace leží na k jihozápadu až severozápadu ukloněných strmých svazích s výchozy hornin, na levém břehu Jihlavy, nad zátopou vodní nádrže Dalešice. Z půdních typů se vyvinuly převážně kambizemě, ale do okrajových částí rezervace zasahují ostrůvky sprašových hlín. Na kambizemě navazují hnědozemě a na prudkých svazích se vyskytují rankery.
V rámci Quittovy klasifikace podnebí se přírodní rezervace nachází v mírně teplé oblasti MT11, pro niž jsou typické průměrné teploty −2 až −3 °C v lednu a 16–17 °C v červenci. Roční úhrn srážek dosahuje 600–750 milimetrů, počet letních dnů je 40–50, počet mrazových dnů se pohybuje mezi 110 a 130 a sněhová pokrývka zde leží průměrně 50–60 dnů v roce.

### Flóra
Dominantními lesními společenstvy jsou lesní porosty teplomilných doubrav, které se podle hloubky půdního pokryvu střídají s hercynskými dubohabřinami. Na okrajích je doplňují suťové lesy a ostrůvkovitě rozmístěné bory. V místech skalních výchozů a teras se objevují stepní až lesostepní společenstva a vegetace skalních štěrbin silikátových skal.
V roce 2020 bylo v chráněném území nalezeno 213 druhů cévnatých rostlin, z nichž 47 bylo na červeném seznamu . Z kriticky ohrožených druhů to byl kakost rozkladitý (Geranium divaricatum), dále silně ohrožené druhy třešeň křovitá (Prunus fruticosa) a kozlíček kýlnatý (Valerianella carinata) a ohrožené druhy řebříček sličný (Achillea nobilis), zvonek moravský (Campanula moravica), ostřice Micheliova (Carex michelii), dymnivka nízká (Corydalis pumila), pryšec mnohobarvý (Euphorbia epithymoides), bělolist rolní (Filago arvensis), locika dubová (Lactuca quercina), lnice kručinkolistá (Linaria genistifolia), mák časný (Papaver confine), chlupáček chocholičnatý (Pilosella cymosa), vemeník dvoulistý (Platanthera bifolia), třešeň mahalebka Simonkaiova (Prunus mahaleb subsp. simonkaii), vikev hrachovitá (Vicia pisiformis) a violka trojbarevná skalní (Viola tricolor subsp. saxatilis).

### Fauna
Průzkum obratlovců na lokalitě před vyhlášením přírodní rezervace neproběhl, přesto byl ale na břehu vodní nádrže zaznamenán výskyt ohroženého pisíka obecného (Actitis hypoleucos) a v roce 2021 bylo doloženo hnízdění dudka chocholatého (Upupa epops). Dalšími pozorovanými ptáky byli čáp černý (Ciconia nigra), datel černý (Dryocopus martius), holub doupňák (Columba oenas), kormorán velký (Phalacrocorax carbo), lejsek bělokrký (Ficedula albicollis), strakapoud malý (Dryobates minor), strakapoud prostřední (Dendrocopos medius), včelojed lesní (Pernis apivorus), volavka popelavá (Ardea cinerea), žluna zelená (Picus viridis) a žluva hajní (Oriolus oriolus). U přítoku Jihlavy byl zaznamenán mlok skvrnitý (Salamandra salamandra)  a na suchých stanovištích ještěrka obecná (Lacerta agilis).
V letech 2020–2021 proběhly inventarizační průzkumy hmyzu, při nichž byla mimo jiné zaznamenána řada druhů vázaná na umírající a mrtvé dřevo. Patří k nim roháč obecný (Lucanus cervus) nebo kriticky ohrožený tesařík broskvoňový (Purpuricenus kaehleri). Dalšími kriticky ohroženými druhy byly na lokalitě hojně se vyskytující kriticky ohrožená mandelinka Lachnaia sexpunctata a na hranici svého areálu se vyskytující mandelinka Eumolpus aslepiadeus.

## Ochrana přírody
Předmětem ochrany v rezervaci jsou ekosystémy teplomilných doubrav, hercynských dubohabřin, nelesní vegetace skalních terásek a štěrbin a hmyz vázaný na otevřené světlé lesní porosty nebo na mrtvou a odumírající dřevní hmotu. Cílem opatření je udržet rozsah jednotlivých biotopů s výskytem charakteristických druhů rostlin a živočichů.